# Liste von Personen, die wegen der Bearbeitung der Wikipedia inhaftiert wurden
Dieser Artikel nennt Beispiele für Menschen, die von ihren autoritären Regierungen inhaftiert wurden, weil sie zur Wikipedia beigetragen haben.

## Belarus

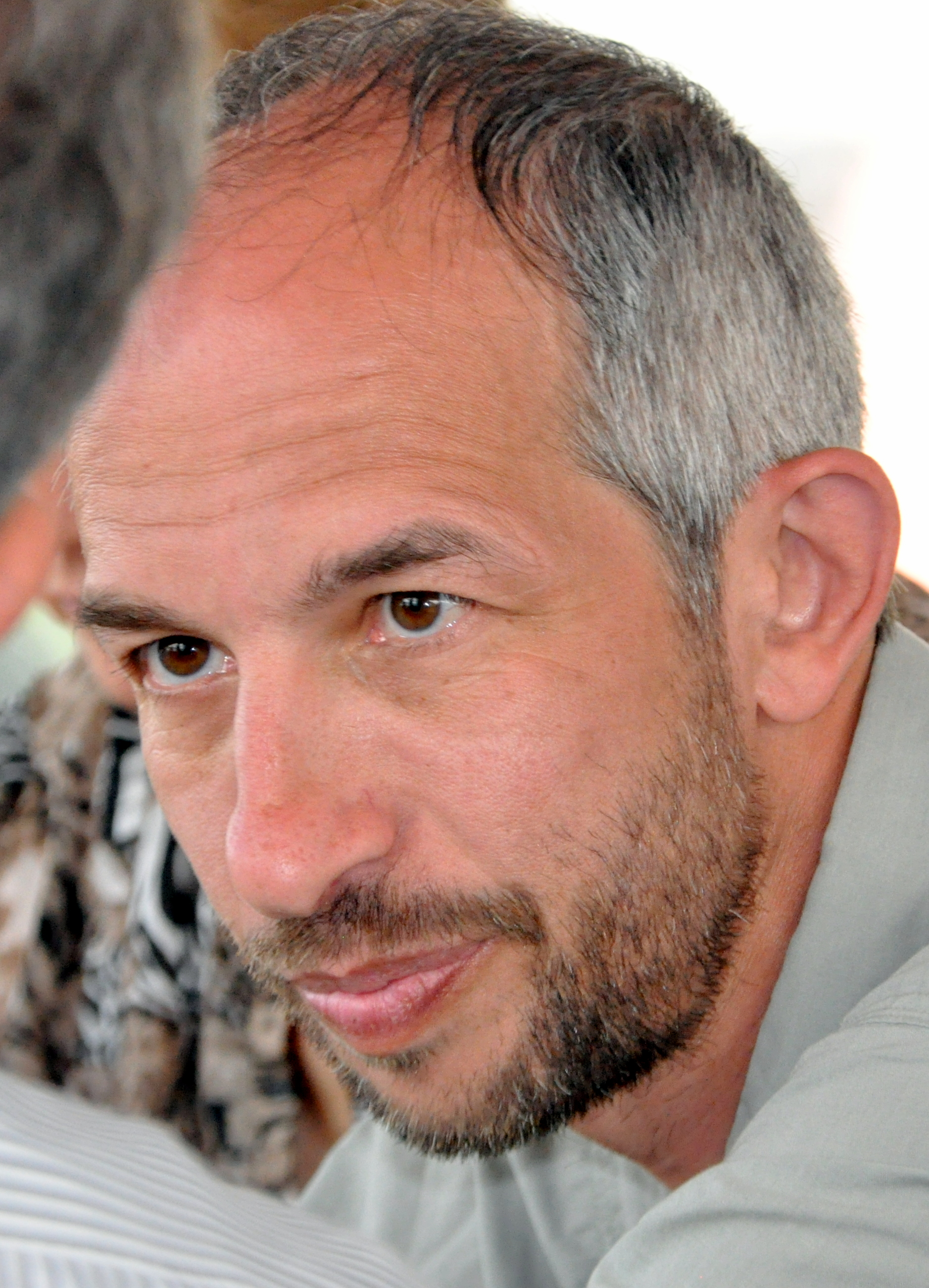
Mark Bernstein im Jahr 2013

Mark Bernstein (Марк Израйлевич Бернштейн), ein belarussischer Editor der russischsprachigen Wikipedia, wurde am 11. März 2022 festgenommen, weil er gegen die Zensurgesetze im Zusammenhang mit dem russischen Krieg von 2022 verstoßen hatte. Er hatte Wikipedia-Artikel zur russischen Invasion in die Ukraine bearbeitet und wurde zu 15 Tagen Haft und drei Jahren eingeschränkter Freiheit verurteilt.
Pawel Pernikau (Павел Аляксандравіч Пернікаў), ein belarussischer Editor der belarussischsprachigen Wikipedia, wurde am 7. April 2022 zu zwei Jahren Haft in einer Strafkolonie verurteilt. Dies geschah aufgrund seiner Online-Beiträge, die „die Republik Weißrussland diffamierten“, darunter zwei Bearbeitungen von Wikipedia-Artikeln über politische Repressionen in Belarus.

## Saudi-Arabien

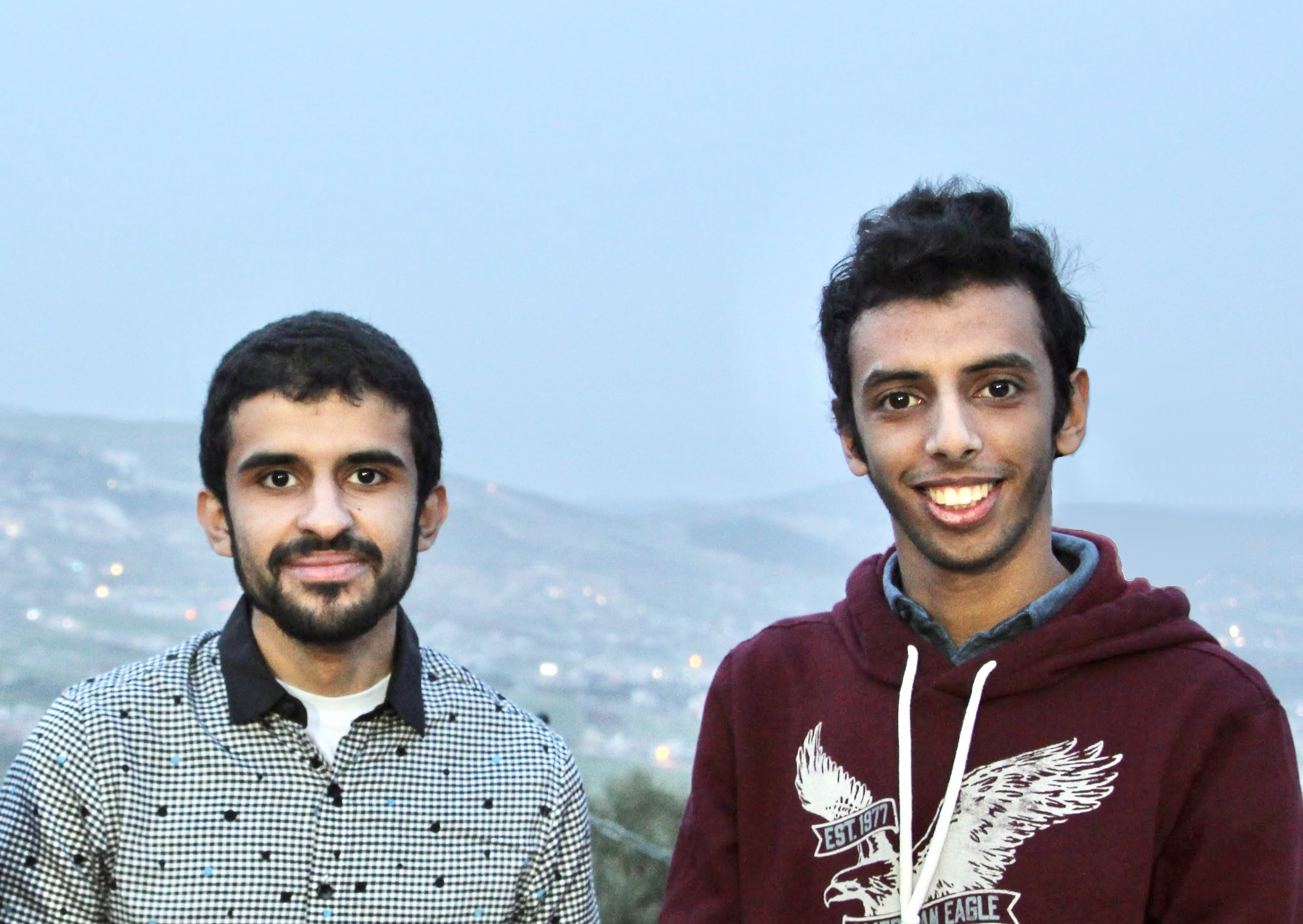
Osama Khalid und Ziyad al-Sofiani im Jahr 2016

Osama Khalid (أسامة خالد), ein ehemaliger saudi-arabischer Administrator der arabischsprachigen Wikipedia, wurde im September 2020 zu fünf Jahren Haft verurteilt, weil er die öffentliche Meinung beeinflusst und gegen die öffentliche Moral verstoßen hatte, indem er kritische Bearbeitungen über die Verfolgung politischer Aktivisten im Land vornahm. Khalids Strafe wurde im September 2022 auf 32 Jahre erhöht, im Rahmen einer Kampagne zur Verlängerung der Haftstrafen politischer Gefangener, so die Organisationen Democracy for the Arab World Now und SMEX, eine libanesische Nichtregierungsorganisation.
Ziyad al-Sofiani (زياد السفياني), ebenfalls ein ehemaliger Administrator der arabischsprachigen Wikipedia, wurde im September 2020 wegen „Beeinflussung der öffentlichen Meinung“ und „Verletzung der öffentlichen Moral“ durch kritische Bearbeitungen über die Verfolgung politischer Aktivisten im Land zu acht Jahren Haft verurteilt.

## Syrien

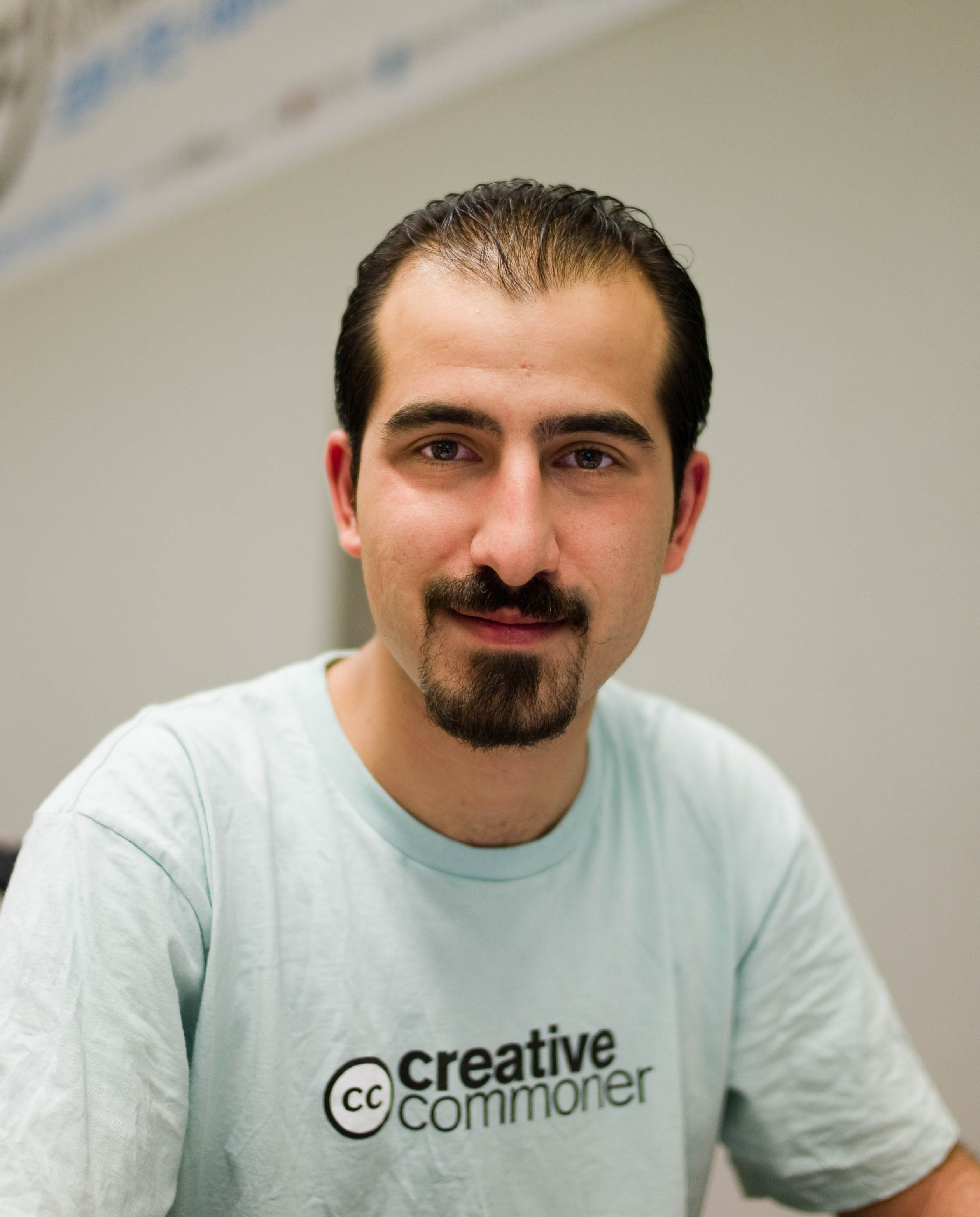
Bassel Khartabil Safadi, hier fotografiert 2010 in Südkorea. Er wurde 2015 von der syrischen Regierung hingerichtet.

Bassel Khartabil war an mehreren Open-Source-Projekten beteiligt, darunter Wikipedia. Seine Festnahme im Jahr 2012 stand wahrscheinlich im Zusammenhang mit seiner Online-Aktivität. Er wurde 2015 im Gefängnis von Adra nahe Damaskus hingerichtet. Mehrere Organisationen, darunter die Wikimedia Foundation, gründeten 2017 das Bassel Khartabil Free Culture Fellowship zu seinen Ehren, für einen anfänglichen Zeitraum von drei Jahren.